# Німура Теруо
Німура Теруо (яп. 二村 昭雄, нар. 2 травня 1943, Кіото —) — японський футболіст, що грав на позиції півзахисника.

## Клубна кар'єра
Грав за команду Тою Когю.

## Виступи за збірну
Дебютував 1970 року в офіційних матчах у складі національної збірної Японії. У формі головної команди країни зіграв 5 матчів.

## Статистика
Статистика виступів у національній збірній.
| Збірна Японії | Збірна Японії | Збірна Японії |
| Роки          | Ігри          | голи          |
| ------------- | ------------- | ------------- |
| 1970          | 5             | 0             |
| Усього        | 5             | 0             |